# Albtalbahn 5kk bis 8kk
Die Lokomotiven Albtalbahn 5kk bis 8kk waren vierachsige Malletlokomotiven für den Nebenbahnbetrieb. Die vier Lokomotiven wurden von der Maschinenbau-Gesellschaft Karlsruhe 1897 bis 1900 mit den Fabriknummern 1458, 1459, 1478, 1572 für die meterspurige Albtalbahn ausgeliefert. Die Lokomotiven waren für den Betrieb zwischen Bahnhof Ettlingen Stadt, Bahnhof Bad Herrenalb und Pforzheim-Brötzingen Kleinbahnhof vorgesehen.

## Geschichte
Die Westdeutsche Eisenbahn-Gesellschaft (WeEG), Bauausführender der Albtalbahn von Karlsruhe nach Herrenalb samt Zweigstrecke nach Brötzingen und Ettlinger Seitenbahn von Lenz & Co., beschaffte 1897/1898 bei der Maschinenbau-Gesellschaft Karlsruhe drei Dampflokomotiven nach den System Mallet, die die Betriebsnummern 5kk bis 7kk erhielten. 1900 kam noch eine vierte Lokomotive mit der Nummer 8kk dazu. Die hochgestellten Buchstaben kk standen für Malletlok, 1000 Millimeter Spurweite.
Die Lokomotiven waren für den Verkehr südlich von Ettlingen und westlich von Brötzingen gedacht, da in den Städten Karlsruhe und Pforzheim nur Kastenlokomotiven zugelassen waren.
Nach der Elektrifizierung der Strecken von Ettlingen nach Herrenalb und nach Brötzingen 1911 waren sie im Güterverkehr und für Züge im Berufsverkehr im Einsatz. Lokomotive 6kk kam 1915 zur Heeresfeldbahn nach Frankreich und kehrte nach dem Ersten Weltkrieg nicht zurück.
Ab 1932 trugen die übrigen Lokomotiven die Nummern 5s, 7s und 8s, das s stand fortan für Schmalspur. Als Ersatz für die nach Frankreich abgegebene Lokomotive wurde eine Maschine der Baureihe HK 100 beschafft und als 6s bezeichnet. Außerdem beschaffte die B.L.E.A.G. 1905 eine zusätzliche Mallet-Lokomotive vom Typ Humboldt-Typ M.105, die erst die Nummer 9s trug und 1914 umgespurt wurde.
Lokomotive 8 wurde 1956 ausgemustert. 1957 bis 1961 wurde die Strecke von Karlsruhe nach Bad Herrenalb auf 1435 Millimeter Spurweite umgespurt. Bis 1966 wurden die Lokomotiven 5 und 7 noch für die erst später umgespurte Strecke Busenbach–Ittersbach vorgehalten und anschließend ausgemustert.
Lokomotive 7 wurde 1966 im Karlsruher Strandbad Rappenwört auf einem Spielplatz aufgestellt. 1995 wurde sie vom Deutschen Eisenbahn-Verein (DEV) von der Albtal-Verkehrs-Gesellschaft erworben und nach Bruchhausen-Vilsen gebracht. Seitdem wird in kleinen Schritten an der Aufarbeitung gearbeitet, da der Unterhalt der betriebsfähigen Lokomotiven beim DEV im Vordergrund steht.

## Technische Merkmale

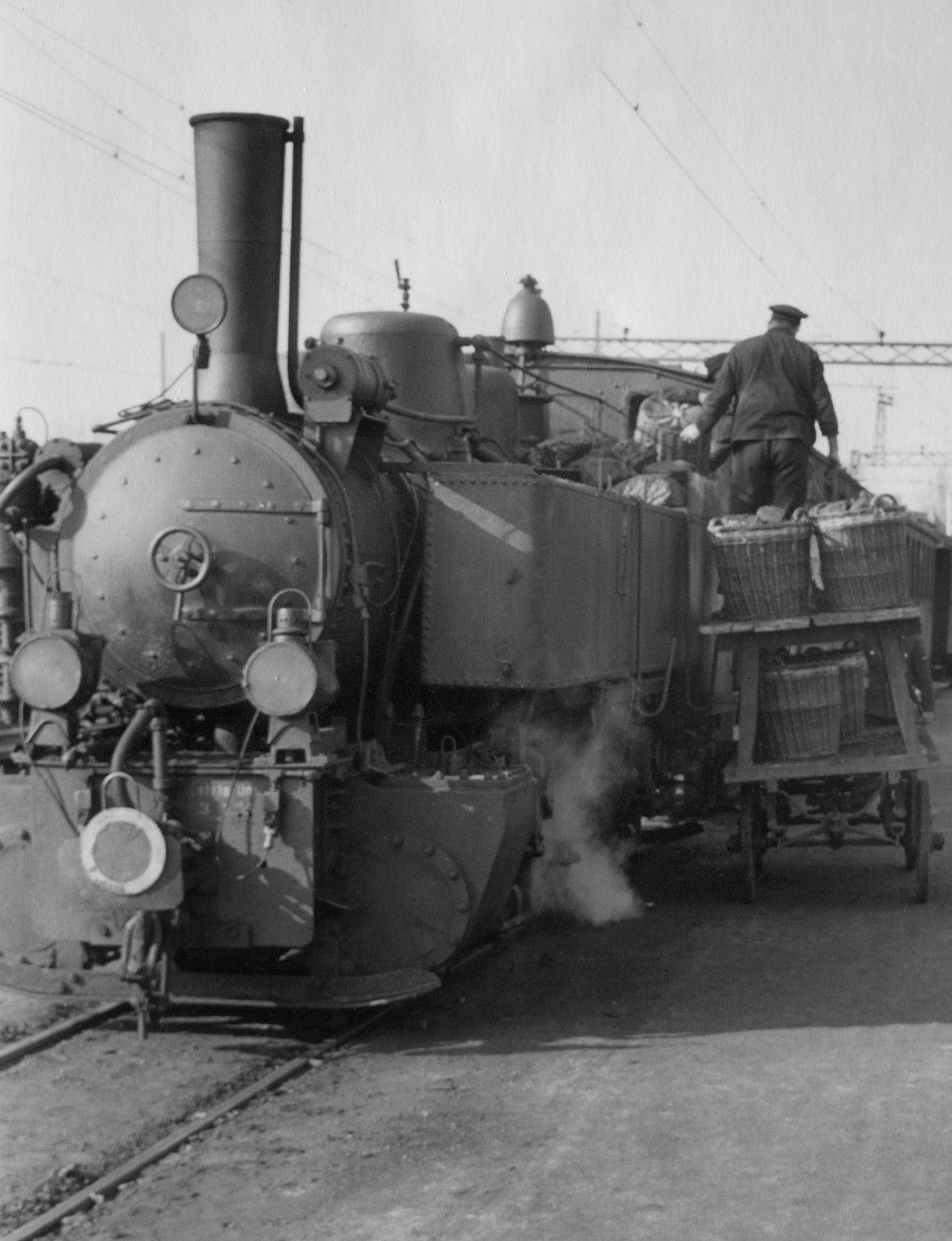
Bekohlung der B.L.E.A.G. No. 7^{s} am Bahnhof Rüppurr

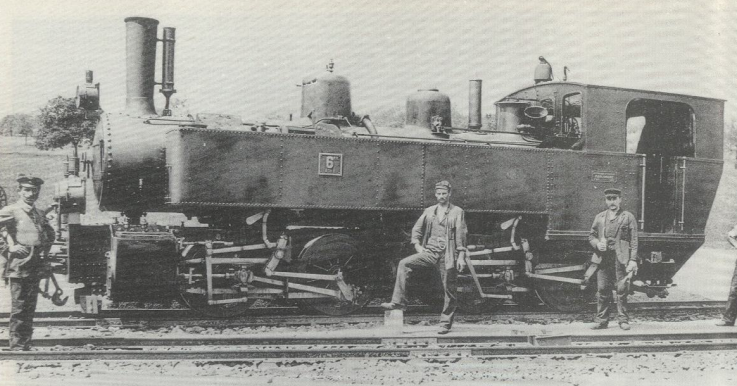
Ursprüngliche Lokomotive 6^{kk} im Jahr 1898

Die Karlsruher Malletlokomotiven der Anfangsausstattung waren von den anderen beiden Typen leicht zu unterscheiden, da diese eine abgerundete Führerhausseitenwand besaßen, während die erstgelieferten Lokomotiven eine eckige Führerhausseitenwand hatten.
Bei den Lokomotiven lagen zwei Treibachsen im Hauptrahmen, zwei weitere in einem Drehgestell gelagert. Somit waren die Lokomotiven bei leichtem Oberbau und engen Kurvenradien gut einzusetzen.
Die Lokomotiven hatten eine gedrungene Bauform mit geringem Achsstand, langem Schornstein und geringem Kesseldurchmesser. Der Rahmen war bei beiden Triebwerken als Innenrahmen ausgeführt. Der Langkessel hatte drei Kesselschüsse. Das Wasser wurde über Friedmann-Injektoren zugeführt. Die Lokomotiven verfügten über eine zweistufige Dampfdehnung, der frische Dampf wird erst in den hinteren Zylindern und anschließend in den vorderen Zylindern am Drehgestell genutzt. Die Lokomotiven haben eine außenliegende Heusinger-Steuerung mit Flachschieber. Auf dem Kessel saß ein Dampfdom und zuerst nur hinten ein Sanddom, später wurde ein zweiter Sanddom für das vordere Triebwerk nachgerüstet. Als Bremse war eine Riggenbach-Gegendruckbremse und eine Hardy-Saugluftbremse vorhanden. Die Gegendruckbremse wurde schon vor 1930 entfernt. Für den Rollwagenbetrieb wurde nachträglich eine Druckluftbremse eingebaut.